# Вторая сигнальная система
Вторая сигнальная система — система (вид сигнальной системы) условно-рефлекторных связей в головном мозге человека, где условным раздражителем является слово, речь («сигнал сигналов»). Возникает на базе первой сигнальной системы в процессе общения между людьми. Вторая сигнальная система является регулятором высшей нервной деятельности, основой письменной и устной речи, абстрактно-логического мышления. Понятие ввел российский физиолог Иван Петрович Павлов.
Также, в зависимости от преобладания первой или второй сигнальной системы, Павлов разделил человеческие типы на мыслительный, художественный и средний.

## История и развитие
В процессе эволюции животного мира на этапе становления и начального развития вида Homo sapiens произошло качественное видоизменение системы сигнализации, обеспечивающее активное и коллективное адаптивное приспособительное поведение, создавшее многообразные, принятые в группе системы сигнализации и языки: слово, по выражению И. П. Павлова, становится «сигналом сигналов» (см.подробнее: Знаковая система).
Под  «первым сигналом» Павлов понимает информацию, которую получает индивид из окружающего мира. Далее возникает необходимость передать эту информацию другому индивиду, что и осуществляется посредством слова, которое становится «вторым сигналом» 
Слово — абстрактная система звуков. Но оно является отражением реального мира, который окружает человека.
Появление второй сигнальной системы — возникновение речи и языка, как эффективной формы обмена информацией человека с сородичами, когда условные сигналы индивида приобретают определённые, принятые группой значения и значимости — один из важнейших результатов длительной эволюции социальной жизни рода Homo, передающиеся через речевую деятельность из поколения в поколение.
Суть открытия Павлова заключается в том, что он выявил две различные системы сигналов, определил области человеческого мозга, которые на них реагируют и указал на то, что высшая нервная деятельность, посредством речи непрерывно эволюционирует, что является эффективным способом «приспособления» человека к окружающему миру.

Всю совокупность высшей нервной деятельности я представляю себе так. У высших животных, до человека включительно, первая инстанция для сложных соотношений организма с окружающей средой есть ближайшая к полушариям подкорка с её сложнейшими безусловными рефлексами (наша терминология), инстинктами, влечениями, аффектами, эмоциями (разнообразная, обычная терминология). Вызываются эти рефлексы относительно немногими безусловными внешними агентами. Отсюда — ограниченная ориентировка в окружающей среде и вместе с тем слабое приспособление.
Вторая инстанция — большие полушария… Тут возникает при помощи условной связи (ассоциации) новый принцип деятельности: сигнализация немногих, безусловных внешних агентов бесчисленной массой других агентов, постоянно вместе с тем анализируемых и синтезируемых, дающих возможность очень большой ориентировки в той же среде и тем же гораздо большего приспособления. Это составляет единственную сигнализационную систему в животном организме и первую в человеке.

В человеке прибавляется… другая система сигнализации, сигнализация первой системы — речью, её базисом или базальным компонентом — кинестетическими раздражениями речевых органов. Этим вводится новый принцип нервной деятельности — отвлечение и вместе обобщение бесчисленных сигналов предшествующей системы, в свою очередь опять же с анализированием и синтезированием этих первых обобщенных сигналов — принцип, обусловливающий безграничную ориентировку в окружающем мире и создающий высшее приспособление человека — науку, как в виде общечеловеческого эмпиризма, так и в её специализированной форме.— И. П. Павлов:
 
Биопсихологические и социальные условия формирования структур мозга (неокортекса) и образования языков подвергнуты с конца XIX века глубокому анализу палеопсихологами (Б. Ф. Поршнев, «О начале человеческой истории»), антропологами; и лингвистами — с открытием европейской наукой санскрита и с появлением сравнительного языкознания индоевропейских языков (см. В.фон Гумбольдт, Фердинанд де Соссюр).

##### Развитие идей о второй сигнальной системе
Например, в исследованиях лаборатории высшей нейродинамики (ВНД) и психологии высших когнитивных процессов в школе Е. И. Бойко показана плодотворность учения И. П. Павлова о динамических временных связях В.с.с., разработана общая когнитивистская модель целостного рече-мысле-языкового процесса, найдены решения проблем взаимодействия психологии с лингвистикой, соотношения языка и речи в процессах речепроизводства и речепонимания; характер связей речи с мыслью, речи с личностью говорящего; особенности развития детской речи и др.; методы анализа публичных выступлений (интент-анализ), позволяющий в известной мере реконструировать «картину мира» говорящего.
Существенным резервом для дальнейших исследований остаются проблемы типологии индивидуальных различий во взаимосвязях общего и специального типов ВНД, неокортекса и эмоционально-волевой и непроизвольной регуляции деятельности и общения, пока что слабо представленных как в физиологии ВНД[страница не указана 31 день], так и в психолингвистических исследованиях и в антропологической лингвистике.

## Общие положения
Вторая сигнальная система определяется как система «сигналов», идущих от общей с животными первой сигнальной системы — ощущений, представлений, относящихся к окружающему миру.
Вторая сигнальная система есть только у человека, это возможность абстрагироваться от объектов за счёт абстрактных условных знаков (слов), тогда как первая сигнальная система имеет дело только с конкретным предметами и действиями. В процессе человеческого общения образуется условно-рефлекторная связь между словом и конкретной реакцией первой сигнальной системы. Речевое общение человека — это не просто восприятие сигналов (слов), это понимание их значения и смысла («действует не своим звуком, а заключенным в нем понятием»[страница не указана 31 день]).
Вторая сигнальная система и память составляют одно целое. Внутреннюю речь как беззвучный двигательный аккомпанемент Павлов называл «базальным компонентом речи». Благодаря речи мир человека «удваивается», слово позволяет оперировать (мысленно) предметами даже в их отсутствие[страница не указана 31 день]. Сознание человека отличается целостным восприятием окружающего мира в понятиях.
Первые три года жизни в развитии детей активно развивается первая сигнальная система и эмоциональная сфера, начальные реакции на речевые воздействия здесь, скорее, на первосигнальные компоненты речи: интонацию, громкость и пр., к 3-4 годам начинает вырабатываться более сложная система обобщений, вторая сигнальная система становится определяющей. И. М. Сеченов выделял четыре степени обобщения конкретных явлений словесными символами: I (слово заменяет зрительный образ одного предмета), II (слово заменяет несколько образов одного предмета), III (слово объединяет несколько понятий), IV (более обобщенное, абстрактное значение слова).
У в.с.с есть свои специфические области коры большого мозга: центры речи (моторные и сенсорные), центры чтения, письма, проекционные зоны губ, языка, гортани и др. Соответственно, их нарушение может вести к таким заболеваниям, как афазия, агнозия, апраксия[страница не указана 31 день].
Речь, как вторая сигнальная система, как семиотическая система значимостей:

«Если наши ощущения и представления, относящиеся к окружающему нас миру, есть для нас первые сигналы действительности, конкретные сигналы, то речь, специально прежде всего кинестетические раздражения, идущие в кору от речевых органов, есть вторые сигналы, сигналы сигналов. Они представляют собой отвлечение от действительности и допускают обобщение, что и составляет наше личное, специально-человеческое высшее мышление, создающее сперва общечеловеческий эмпиризм, а наконец, и науку — орудие высшей ориентировки человека в окружающем мире и самом себе».— И. П. Павлов (1932)[страница не указана 31 день]

## Различия свойств деятельности первой и второй сигнальной систем[8]
Характерные черты механизма условного рефлекса первой сигнальной системы:
1. Конкретность сигнала
2. Безусловная основа подкрепления (пищевое, половое, защитное)
3. Биологическая природа достигаемого приспособления

Условные рефлексы второй сигнальной системы:
1. Отвлечённые сигналы (слова)
2. Подкреплением является то, что человек видит, слышит и делает сам и обсуждает с др. людьми
3. Учёт потребностей каждого человека (не только своих)

Основные свойства рефлексов второй сигнальной системы:
1. Непрерывное синтезирование (распространение значения понятия на все смежные, широкое обобщение)
2. Одномоментность формирования и перестройки временных сигнальных систем («закрыто на ремонт», «подождите, пока загорится…»)
3. Отображение во в.с.с временных связей, образованных в первой, и наоборот (условный рефлекс на звук звонка — слово звонок — надпись «звонок»)
4. Отвлечённость понятия находится в обратном отношении к прочности его связи с конкретным раздражителем (чем абстрактнее понятие, тем слабее его связь с конкретным сигналом условной реакции)
5. Более высокая утомляемость и подверженность внешним влиянием в.с.с. в сравнении с первой